# Solitrna vojna
Solitrna vojna ali tudi pacifiška vojna je bila vojna med letoma 1879 in 1884, med katero je Čile na račun Bolivije in Peruja pridobil z minerali bogate predele puščave Atacama na današnjem severu države, Bolivija pa je izgubila dostop do morja.

## Vzroki spora
Simón Bolívar je ob osamosvojitvi Bolivije zahteval tudi dostop do Pacifika, vendar so v Atacami delovala pretežno čilenska podjetja ob pomoči britanskega kapitala. Ozemeljski spor se je zaostril sredi 19. stoletja, ko je v svetu močno naraslo povpraševanje po dveh surovinah, katerih je bilo v Atacami na pretek: guano, ki se je uporabljal za izdelavo gnojil, in soliter, ki je bil pomembna surovina pri izdelavi eksplozivov. Leta 1866 sta se državi dogovorili, da bo meja tekla po 24. vzporedniku in da si bosta delili davčne prihodke od surovin, pridobljenih med 23. in 25. vzporednikom. Leta 1874 je bil sklenjen nov sporazum, ki je Boliviji dodelil vse prihodke med 23. in 24. vzporednikom in za naslednjih 25 let določil davke za prihodke čilenskih podjetij na tem območju.

## Pričetek vojne
Leta 1878 je predsednik Bolivije Hilarión Daza sporazumu navkljub ukazal povišati davke za čilenska podjetja. Ko je železniška družba iz Antofagaste zavrnila plačilo povišanih davkov, je bolivijska vlada zagrozila z zaplembo njenega premoženja in čilenska vlada pod vodstvom Aníbala Pinta je decembra 1878 na to območje poslala bojno ladjo. Ko je Bolivija za 14. februar 1879 napovedala izvršbo in prodajo podjetja na dražbi, je čilenska vlada razglasila sporazum iz leta 1874 za neveljevnega. Na dan napovedane izvršbe se je 200 čilenskih vojakov izkrcalo in brez boja zasedlo Antofagasto. 
Bolivija je tako 1. marca Čilu napovedala vojno in aktivirala leta 1873 sklenjen tajni sporazum s Perujem o zavezništvu. Peru je sicer želel pomagati Boliviji in zaustaviti »ekspanzionistične težnje Čila v regiji«. Ker pa je ocenil, da se obe zaveznici skupaj ne bi mogli učinkovito zoperstaviti Čilu, je poskušal diplomatsko rešiti spor. Čile je od Peruja zahteval nevtralnost, ta pa jo je zavrnil in objavil skrivni sporazum z Bolivijo. Čile je nato z obema državama prekinil diplomatske odnose in jima 5. aprila napovedal vojno. Peru je bil tako potisnjen v vojno, čeprav prvotno ni bil vpleten v ozemeljskem sporu med Bolivijo in Čilem.
Peru in Bolivija sta na svojo stran poskušala pridobiti še Argentino, ki je imela v Patagoniji nekaj ozemeljskih sporov s Čilem in jo je ravno tako skrbela moč zahodne sosede. Vendar so se argentinske oblasti odločile, da bodo svoje spore rešile po mirni poti in da se ne bodo vpletale v vojno. 
V tem času je že prišlo do prve bitke v vojni. 23. marca je v topáterski bitki 554 čilenskih vojakov zasedlo Calamo, ki jo je branilo 135 bolivijskih vojakov in meščanov. Večji del bolivijske vojske se je kmalu umaknil, le peščica vojakov in meščanov pod vodstvom polkovnika Eduarda Abaroe se je kljub veliki premoči nasprotnika borila vse do konca. Za nekaj časa je bil to tudi zadnji kopenski spopad v vojni, ki se je preselila na Pacifik.

## Pomorska faza
Obe strani sta se zavedali, da bo zaradi zahtevnih razmer v puščavi odločilno v vojni, kdo bo nadzoroval Tihi ocean. Bolivija, ki je po vrsti kratkotrajnih vlad bila povsem nepripravljena na vojno, sploh ni imela vojne mornarice, perujske oborožene sile pa so bile zaradi gospodarskega zloma neusposobljene in s samo dvema za boj primernima ladjama: oklepnici Huascár in Independencia. Na drugi strani je Čile kljub vrsti gospodarskih kriz imel sodobnejšo in bolje pripravljeno kopensko vojsko in vojno mornarico. 
Čilenski kontraadmiral Juan Williams je poslal sodobni bojni ladji Almirante Cochrane in Blanco Encalada v operacije na perujski in bolivijski obali, da bi preprečil izvoz solitra in uvoz orožja, s čimer bi nasprotnika oslabil in ga obenem pripravil k razkritju vseh kart. S tem namenom je blokiral pristanišče v Iquiqueju ter bombardiral mesta Huanillos, Mollendo, Pica in Pisagua ter zažgal njihove pristaniške zmogljivosti.
Na drugi strani se je perujski admiral Miguel Grau na krovu Huascárja s precej manjšo a gibljivejšo floto izogibal odprtemu spopadu in izvedel nekaj blokad in manjših napadov globoko v čilenskih vodah. S tem je želel prekinjati nasprotnikove operacije in doseči, da bi se čilenske ladje umaknile na jug in odložile invazijo. V tem času bi se perujske sile lahko okrepile in se utrdile na obalnih položajih.
Prvi pomorski spopad je bila chipanska bitka. 12. aprila 1879 sta perujski korveti Unión in Pilcomayo pred Huanillosom naleteli na čilensko korveto Magellanes, ki je bila na poti do Iquiqueja. Po dvournem topniškem obstreljevanju se je Uniónu pokvaril motor. Preganjanje so tako odpovedali in rahlo poškodovani Magellanes je pobegnil.
Medtem, ko so ostale čilenske ladje bile na poti proti Callau, sta pri izvajanju pomorske blokade Iquiqueja ostali le stari leseni ladji, korveta Esmeralda pod poveljstvom Artura Prata in dvojambornik Covadonga pod poveljstvom Carlosa Condella. 21. maja sta ju presenetili perujski ladji Huascár in Independencia in vnela se je bitka pri Iquiqueju. Covadongi se je uspelo izmuzniti in Independencia se je podala za njo. Esmeraldi zaradi težav z motorjem to ni uspelo in Huascár se je večkrat zaletel vanjo, da bi jo tako potopil. Prat je sklenil med trkom poslati svojo mornariško pehoto čez krov na nasprotnikovo ladjo, da bi jo tako zasedel. Med prvim trkom sta zaradi hrupa le dva vojaka slišala njegov ukaz, skočila na Huascár in hitro padla pod nasprotnikovi streli. Med drugim trkom je Ignacio Serrano popeljal na nasprotnikov krov 11 vojakov, ki so tudi kmalu padli. V tretjem trku je bila Esmeralda potopljena. Na perujski strani je padel en vojak, 7 je bilo ranjenih, na čilenski strani pa je padlo 135 vojakov, preostalih 62 pa je Grau ukazal rešiti in Pratovi vdovi poslal sožalno brzojavko.
Medtem je Independencia zasledovala Covadongo, vendar je zaradi nenatančnih strelcev ni zmogla potopiti. Ko jo je po triurnem lovu hotela potopiti s trčenjem, je pri Punti Gruesi nasedla na čer in se potopila.
Naslednjega pol leta se je Grau s Huascárjem spretno izogibal odprtim bojem in izvedel vrsto uspešnih akcij, večkrat prekinil čilensko oskrbo, poškodoval vrsto čilenskih pristanišč, potopil, poškodoval ali zajel več njihovih ladij in ponovno osvojil dve zajeti perujski ladji, uničil topniško baterijo v Antofagasti ter presekal komunikacijski kabel med Valaparaísom in Antofagasto. 
8. oktobra 1879 so v okviru angamoške bitke čilenske ladje Blanco Encalada, Covadonga in Cochrane napadle Huascár in ga po 76 topniških zadetkih uspele zasesti. Med padlimi v tej bitki je bil tudi Grau.
Z zajetjem Huascárja je Čile pridobil praktično popolno kontrolo nad morjem. Pomorski del vojne se je tako končal in spopadi so se preselili na kopno.

## Kopenska faza
Po zmagi na morju se je Čile lotil invazije na Peru. Bolivija, ki ni mogla ubraniti svoje province Litoral, se je pridružila perujski obrambi Tarapace in Tacne.
2. novembra 1879 se je po predhodnem mornariškem bombardiranju 2.100 Čilencev izkrcalo in zavzelo Pisaguo, ki jo je branilo 1.160 branilcev. Istega dne se je neuspešno končalo manjše izkrcanje v Junínu. Do konca dneva je bilo izkrcanih že 10.000 čilenskih vojakov, ki so pod poveljstvom Erasma Escale napredovali proti notranjosti in provinco Tarapacá odrezali od preostalega Peruja. Ko je 6.000-glavi čilenski oddelek napredoval na jug proti Iquiqueju, ga je 19. novembra 7.400 zaveznikov presentilo s protinapadom. V bitki pri San Franciscu, ki je na obeh straneh terjala veliko žrtev, se je bolivijska vojska umaknila iz boja. Perujci so se morali umakniti v Tarapaco, štiri dni zatem je Čile ob majhnem odporu vkorakal v Iquique. 
Escala je nato poslal 3.600 vojakov, ki naj bi počistili z ocenjeno okoli 2000 preostalimi, slabo usposobljenimi in demoraliziranimi perujskimi vojaki. 27. novembra jih je v bitki pri Tarapaci pričakalo okoli 4.000 motiviranih perujskih vojakov pod poveljstvom polkovnika Andrésa Cáceresa, ki so premagali Čilence in zasegli mnogo zalog in streliva. Kljub vsemu se ta zmaga v nadaljevanju vojne ni izkazala za pomembno. Do 18. decembra so se preostanki perujske vojske umaknili v Arico. 
24. februarja 1880 se je 12.000 Čilencev pod poveljstvom Manuela Baquedana uspešno izkrcalo v zalivu Pacocha. Te enote so odrezale provinci Tacna in Arica ter popolnoma prekinile njuno oskrbo. 7. junija se je 4.000-glava čilenska vojska pod vodstvom polkovnika Pedra Lagosa ob mornariški podpori povzpela na ariški hrib El Morro de Arica, kjer je bil nameščen 2.000-glavi perujski garnizon pod poveljstvom polkovnika Francisca Bolognesija. Spopad, ki je na terjal 474 čilenskih in okoli 1000 perujskih žrtev, vključno z Bolognesijem in ostalimi najvišjimi perujskimi poveljniki, je bil odločilen za končno zmago Čila v vojni.
Oktobra je so ZDA poskušale diplomatsko končati vojno. Predstavniki vseh treh držav so se sestali na krovu ladje USS Lackawanna, a pobuda je hitro propadla, ker predstavniki Peruja in Bolivije niso bili pripravljeni priznati čilenske zasedbe ozemelj.

## Zasedba Peruja
Januarja 1881 je Baquedano pričel pohod proti Limi in jo še istega meseca zasedel po predhodnih zmagah pri San Juanu in Mirafloresu. Južna predmestja Lime so bila pri tem izropana in požgana do tal, iz Perujske narodne knjižnice pa so odnesli več dragocenih del v Santiago.
V nadaljevanju so čilenske enote uspele prodreti do Cajamarce, odpora v Andih, kjer je Andrés Cáceres uspešno vodil ostanke perujske armade, pa jim tri leta ni uspelo streti. Šele po čilenski zmagi v bitki pri Huamachucu so se večje akcije upornikov končale in 20. oktobra 1883 je bil podpisan ancónski sporazum, s katerim se je vojna končala.

## Sklenitev miru
Ancónski sporazum je končal zasedbo Peruja. Čilu je dodelil provinco Tarapacá in predvidel 10-letno čilsko zasedbo Tacne in Arice, nakar naj bi plebiscit odločil o njuni nadaljnji usodi. Več desetletij se državi nista zmogli dogovoriti o izvedbi in pogojih plebiscita. Šele leta 1929 je bil ob posredovanju Herberta Hooverja dosežen sporazum, po katerem je Čile obdržal Arico ter skupaj z izplačilom odškodnine 6 milijonov dolarjev in podelitvijo še nekaj koncesij Peruju vrnil Tacno. 
Leta 1884 je Bolivija s podpisom mirovnega sporazuma prepustila Čilu celotno obalno provinco. Leta 1904 je bila ta zasedba dokončno potrjena. Čile je privolil v izgradnjo železnice med Arico in La Pazom ter zagotovil prost pretok trgovskega blaga med Bolivijo in svojimi pristanišči.

## Dolgoročne posledice
V Boliviji je izguba dostopa do morja pustila globoke čustvene rane in mnogi Bolivijci še danes verjamejo, da je to botrovalo vsem težavam, s katerimi se je država spopadala in se še vedno. Ravno to prepričanje naj bi državo vodilo, da je leta 1932 pričela vojno s Paragvajem za Gran Chaco, ki pa jo je pravtako izgubila. 
V Peruju se je razvil kult junaških braniteljev domovine, ki ga poosebljajo Miguel Grau, Francisco Bolognesi in Andrés Cáceres. Poraz v vojni je botroval manjvrednostnemu kompleksu med vladajočimi sloji in naslonitev na oborožene sile, ki so obvladovale družbo skozi 20. stoletje.
Čile je svoje ozemlje povečal za približno tretjino in dobil ogromna nahajlišča nitratov, solitra in bakra. Da bi Argentina ostala nevtralna, se je leta 1881 odpovedal mnogim zahtevam v Patagoniji in po splošnem ljudskem prepričanju to velja za ozemeljsko izgubo. Po vojni se je občutno povečala britanska vpletenost in nadzor nad industrijo predelave nitratov. Britanski kapital se je vedno bolj vpletal v čilensko politiko in nazadnje pripomogel k državljanski vojni, v kateri je Jorge Montt leta 1891 strmoglavil predsednika Joséja Manuela Balmacedo. Visoki dobički od nitratov so trajali le sorazmerno kratek čas, dokler niso v začetku 1. svetovne vojne odkrili sintetičnih nitratov. Danes se regija ponaša z največjimi znanimi zalogami bakra na svetu. Vojna je prej zapostavljani čilenski mornarici omogočila, da si je utrdila položaj v družbi in postala pomembna sila na Pacifiku. Iz vojne je izšel vpliven razred mornariških častnikov, ki so večinoma bili potomci priseljencev in tako niso pripadali santiaškemu elitnemu krogu. Ravno ta razred je odigral pomembno vlogo v državnem udaru proti Balmacedi. Padli v pomorskibitki pri Iquiqueju s Pratom na čelu še danes uživajo status mučenikov in vse pomembnejše častnike še danes kultno častijo.